# Hotel Kvarner
El Hotel Kvarner (Hotel Quarnero en italiano) es un histórico hotel construido entre 1884 y 1890 en la costa como un centro turístico de Austria, hoy en territorio de Croacia. 
En 1898, la Compagnie Internationale des Grands Hôtels (CIGH) celebró un contrato de arrendamiento con la Société Quarnero Abbazia (Opatija) para un resort en el Mar Adriático. El entonces Hotel Quarnero fue en 1884 el primer edificio en el sitio que fue construido por el ferrocarril meridional de Austria. Inicialmente fue concebido como un sanatorio, pero se convirtió en un lugar de vacaciones para los más acomodados. El complejo fue ampliado en 1885 con un segundo hotel, Prinzessin Stephanie, el nombre de la Princesa Estefanía, y en 1890 con unas pocas casas que sirvieron para invitados. El "Curanstalten Abbazia" fue promocionado por el CIGH como balneario y centro turístico de invierno. Ahora Austria no tiene costa y sus instalaciones quedarone en manos de Croacia. Existen todavía algunos hoteles de esa época, como el Hotel Quarnero ahora llamado Hotel Kvarner y el Hotel Prinzessin Stephanie ahora llamado Hotel Imperial.